# القبلة (رواية)
القبلة هي إحدى روايات الروائية الأمريكية دانيال ستيل (بالإنجليزية The Kiss) وهي من الروايات الرومانسية.

## نبذة قصيرة
تدور أحداث الرواية عن زوجة مصرفي باريسي شهير اسقطها من حساباته بعد فترة وجيزة من زواجهما وعاشت حياتها مقتصرة على عنايتها لأبنائها، لكنها كانت تحتفظ لنفسها بعلاقة سرية بعيدة مع سمسار بورصة أمريكي تعيس في زواجه ولا يستطيع كلاهما خيانة الطرف الآخر.يقرر كلاهما تمضية اجازة بريئة لعدة أيام في لندن لكن حادث سيارة مروع يقع لهما يغير حياتهما بعد ذلك للأبد.